# 弘仁格
《弘仁格》是日本平安时代初期编制并实施的一律令格式。《弘仁格》共10卷，是三代格式（弘仁格式、貞觀格式、延喜格式）之一。

## 編撰過程
編撰格式的想法從桓武天皇時代就已出現，嵯峨天皇時代，設置了「造格式所」，以藤原冬嗣為總裁，領導藤原葛野麻呂等人，全面展開編撰格式的工作。弘仁十一年 (820年) 4月21日，《弘仁格》和《弘仁式》同時開始編撰，後續經過多次修訂。於天長七年 (830年) 10月7日修訂後，同年11月17日施行，但之後由於又發現了缺陷，因此進行了修改，並於承和7年 (840年) 4月20日頒布修改後文本。據認為，現有現存的弘仁格式條文被認為是這次改正後的版本。

## 内容
《弘仁格》收录大宝元年（701年）到弘仁10年（819年）这119年间施行的诏令、敕令、官符、官奏等文件中，重要的内容，并按相关官署分类编纂。而对于如果沒有合適的章節，則匯總為“杂格”放在書末。编纂时收录了当时仍有效的法规原文，对于已部分失效的条文，仅保留有效的部分。
虽然《弘仁格》原文全卷已佚失，但可以从《弘仁格抄》中得知其章节，其大部分内容保存在《類聚三代格》和《政事要略》中。另外，《本朝文粹》中还收录了《弘仁格》的序言。

## 目錄
- 巻一 神祇官・中務省
- 巻二・巻三 式部省
- 巻四 治部省
- 巻五・巻六・巻七 民部省
- 巻八 兵部省
- 巻九 刑部省・大藏省・宫内省・彈正台・京職
- 巻十 杂格

## 弘仁格抄
弘仁格抄 （こうにんきゃくしょう）是将《弘仁格》上记录的个别诏令、敕令、官符、官奏的摘要，按照颁布时间编排的集合。现存最古老的《弘仁格抄》是九条家传承下来的上下两卷抄本，据认为是鎌倉時代后期抄写的，其中开头到第一卷的前半部分已经缺失，目前保存在宫内厅書陵部。

## 相关项目
- 三代格式
- 弘仁式